# 阿尔贝托·拉波索
阿尔贝托·拉波索（西班牙語：Alberto Raposo，1987年11月16日—），多明尼加男子羽毛球運動員。

## 簡歷
2014年12月，阿尔贝托·拉波索出戰聖多明哥羽毛球公開賽，與纳尔逊·哈维尔合作赢得男子雙打冠軍。

## 主要比賽成績
只列出曾進入準決賽的國際賽事成績：
| 年份   | 賽事                         | 公開賽級別 | 項目     | 拍檔            | 成績   |
| ------ | ---------------------------- | ---------- | -------- | --------------- | ------ |
| 2011年 | 聖多明哥羽毛球公開賽         | 國際系列賽 | 混合雙打 | 莉澤洛特·桑切斯 | 準決賽 |
| 2013年 | 危地馬拉羽毛球國際賽         | 國際系列賽 | 男子雙打 | 纳尔逊·哈维尔   | 亞軍   |
| 2013年 | 加勒比地區羽毛球聯合會國際賽 | 未來系列賽 | 男子雙打 | 纳尔逊·哈维尔   | 亞軍   |
| 2013年 | 泛美洲羽毛球錦標賽           | 其他       | 男子雙打 | 纳尔逊·哈维尔   | 季軍   |
| 2014年 | 聖多明哥羽毛球公開賽         | 國際系列賽 | 男子雙打 | 纳尔逊·哈维尔   | 冠軍   |
| 2014年 | 聖多明哥羽毛球公開賽         | 國際系列賽 | 混合雙打 | 莉泽洛特·桑切斯 | 準決賽 |

| 2007-2017年 | 首要超級賽 | 超級賽 | 黃金大獎賽 | 大獎賽 | 國際挑戰賽 | 國際系列賽 | 未來系列賽 | 其他 |

| 2018-2026年 | 總決賽 | 超級1000賽 | 超級750賽 | 超級500賽 | 超級300賽 | 超級100賽 | 國際挑戰賽 | 國際系列賽 | 未來系列賽 | 其他 |